# 宮内庁皇嗣職

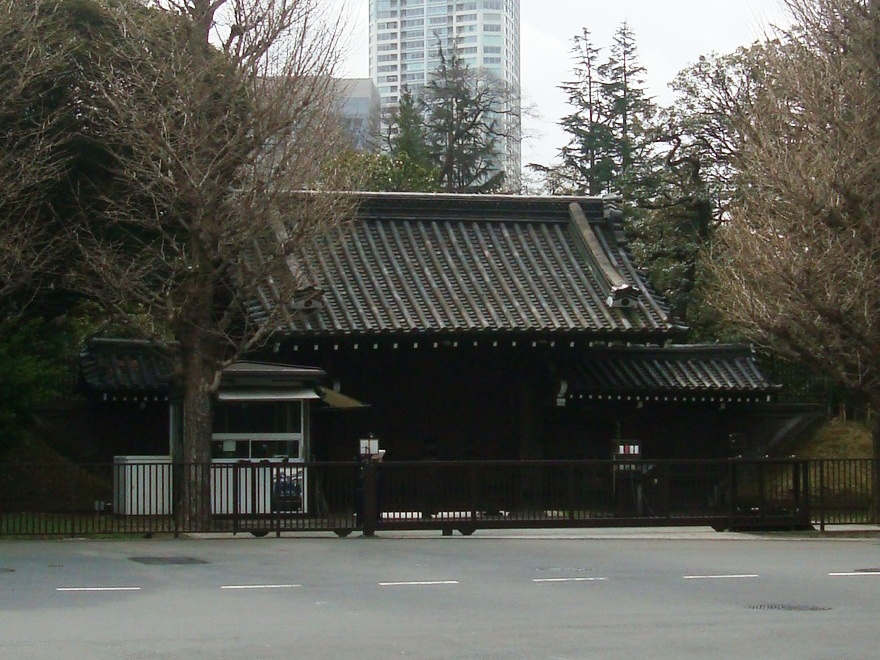
赤坂御用地の鮫が橋門。御用地には秋篠宮邸があり、皇嗣職が入る

皇嗣職（こうししょく）は、宮内庁の内部部局のひとつ。皇嗣（秋篠宮文仁親王）・皇嗣妃（同妃紀子）およびその未婚の王子女（秋篠宮家）の家政機関。
天皇の退位等に関する皇室典範特例法に基づき、2019年（令和元年）5月1日に東宮職（皇太子の家政機関）に代わって新設された。

## 事務
宮内庁法附則第３条　　　第三条第一項の規定にかかわらず、宮内庁に、天皇の退位等に関する皇室典範特例法（平成二十九年法律第六十三号）第二条の規定による皇位の継承に伴い皇嗣となつた皇族に関する事務を遂行するため、皇嗣職を置く。
（略）
５　第一項の規定により皇嗣職が置かれている間は、東宮職を置かないものとする。

## 職員
皇嗣職には約50名の職員がいる。主たる職は以下の通り。
皇嗣職大夫（こうししょくだいぶ）（東宮職における東宮大夫に相当）
宮内庁皇嗣職の長。皇嗣職の事務を掌理する。給与は東宮大夫と同じく指定職6号俸と同等。
皇嗣職宮務官長（東宮職における東宮侍従長に相当）
皇嗣及び皇嗣妃の側近奉仕のことを総括・掌理する。皇嗣職宮務官を監督する。
皇嗣職宮務官（東宮職における東宮侍従・東宮女官および東宮職事務主管（宮内庁長官から指定された東宮侍従の役職）に相当）
皇嗣及び皇嗣妃の侍側奉仕のことを分掌する。定員10人。なお、宮内庁長官が指定する者は皇嗣職の庶務をつかさどる「皇嗣職事務主管」という。
皇嗣職侍医長（東宮職における東宮侍医長に相当）
皇嗣、皇嗣妃及び皇嗣の子たる皇族に関する医事を総括する。
皇嗣職侍医（東宮職における東宮侍医に相当）
皇嗣、皇嗣妃及び皇嗣の子たる皇族に関する医事を分掌する。定員3人。

東宮職の側近奉仕者は、皇太子に仕える東宮侍従（男性）と、皇太子妃に仕える東宮女官（女性）とに分かれるが、皇嗣職では側近奉仕する者の性別・対象にかかわらず宮務官とし、その長を宮務官長とした。秋篠宮文仁親王は「これからは、女性の皇嗣職大夫や女性の宮務官長も十分にありえます」と述べている。